# Đồng Nai Thượng
Đồng Nai Thượng là một xã thuộc huyện Đạ Huoai, tỉnh Lâm Đồng, Việt Nam.

## Địa lý
Xã Đồng Nai Thượng có vị trí địa lý:
- Phía đông giáp xã Tiên Hoàng
- Phía tây giáp tỉnh Đắk Nông
- Phía nam giáp xã Phước Cát 2
- Phía bắc giáp huyện Bảo Lâm.

Xã Đồng Nai Thượng có diện tích 89,39 km², dân số năm 2022 là 1.955 người, mật độ dân số đạt 21 người/km².

## Hành chính
Xã Đồng Nai Thượng được chia thành 5 thôn: Bê Đê, Bi Nao, Bù Gia Rá, Bù Sa, Đạ Cọ.

## Lịch sử
Ngày 31 tháng 12 năm 2000, Chính phủ ban hành Nghị định số 112/2002/NĐ-CP về việc thành lập xã Đồng Nai Thượng thuộc huyện Cát Tiên trên cơ sở 9.395 ha diện tích tự nhiên và 2.429 người của xã Tiên Hoàng.
Ngày 24 tháng 10 năm 2024, Ủy ban Thường vụ Quốc hội ban hành Nghị quyết số 1245/NQ-UBTVQH15 về việc sắp xếp đơn vị hành chính cấp huyện, cấp xã của tỉnh Lâm Đồng giai đoạn 2023 – 2025 (nghị quyết có hiệu lực từ ngày 1 tháng 12 năm 2024). Theo đó, sáp nhập xã Đồng Nai Thượng thuộc huyện Cát Tiên vào huyện Đạ Huoai.